# NGC 2965
NGC 2965 is een lensvormig sterrenstelsel in het sterrenbeeld Kleine Leeuw. Het hemelobject werd op 31 december 1788 ontdekt door de Duits-Britse astronoom William Herschel.

## Synoniemen
- UGC 5191
- MCG 6-22-3
- ZWG 181.86
- ZWG 182.4
- PGC 27813